# Eternity/The Road to Mandalay
Eternity/The Road to Mandalay ist eine Singleveröffentlichung des britischen Popsängers Robbie Williams aus dem Jahr 2001.

## Entstehung und Veröffentlichung
Beide Lieder wurden vom Interpreten selbst, gemeinsam mit Guy Chambers, geschrieben beziehungsweise komponiert. Chambers zeichnete darüber hinaus, zusammen mit Steve Power, für die Produktion beider Titel verantwortlich.
Das Lied The Road To Mandalay erschien erstmals als Teil von Robbie Williams’ drittem Studioalbum Sing When You’re Winning am 25. August 2000. Eternity wurde neu für die gemeinsame Single aufgenommen und erstmals am 9. Juli 2001, als Teil der Doppel-A-Seite, veröffentlicht. Im Jahr 2004 waren beide Titel Teil des Best-of-Albums Greatest Hits, damit erschien Eternity erstmals auf einem Album von Williams.

## Inhalt
In Eternity geht es darum, dass jemand sein Gegenüber ermutigt und ihm versichert, es wird besser werden und er die Freiheit finden wird. Das Lyrische Ich erinnert sich an ein Gespräch über die Eltern, den Sonnenuntergang und wie schnell die Jugend vorbei ist. Er sagt seinem Gegenüber, es war schön, dass er da war und er hofft, dass er eines Tages seine Freiheit finden wird.
In The Road to Mandalay geht es um das Lyrische Ich, das sich auf eine Reise begibt. Es erinnert sich an alle seine Fehler und hadert mit den Konsequenzen, für die er auch bezahlt habe. Es versucht sich aus der Situation zu befreien, kann aber nichts tun. Es wird ihm klar, dass er seine Fehler zu oft wiederholt und dadurch immer mehr in Schwierigkeiten gerät. Am Ende des Liedes findet er sich am Strand wieder, doch auch dort verspürt er keine Freude.

## Musikvideos
Das Musikvideo zu The Road to Mandalay zeigt Robbie Williams am Beginn auf einer Autofähre der Fährgesellschaft Wightlink von Hampshire nach Isle of Wight. Nach der Überfahrt fährt er mit vier Freunden, die einen Jensen FF und einen Ford Transit fahren, gemeinsam abwechselnd herumalbern, einen Geldtransporter und die Angestellten auskundschaften, die das Geld in Marseille transportieren. Ein Raubüberfall wird von Williams und seine Freunden vollzogen, indem sie sich Masken aufsetzen, die ihre Gesichter bedecken, und rasen mit einem Lastwagen in den Geldtransporter. Sie halten ein Schild mit der französischen Aufschrift „Ouvrez ou je bute le chien“ („Öffnen oder ich töte den Hund“) hoch und zeigen den Hund eines der Fahrer, um zu zeigen, dass sie wissen, wo die Familie des Fahrers zu finden ist. Sie legen das Geld schnell in einen anderen Transporter und jubeln über ihren Beutezug, während sie losfahren. Williams lädt seine Freunde in sein neues Plüschhaus ein und feiert die Feier mit reichlich Champagner und Kuchen. Das Video endet damit, dass der Van beinahe eine ältere Dame überfährt und Williams erschrocken neben seiner Freundin aufwacht. 15 Millionen Aufrufe zählt bis heute das Video auf YouTube.
Das Musikvideo zu Eternity ist eine Fortsetzung von The Road to Mandalay. Regie führte Vaughan Arnell. Es wird mit Szenen aus dem ersten Video gemischt, in denen Williams und seine Freundin in ihrem Haus in Spanien faulenzen, Billard spielen, am Strand entlang spazieren und auf dem Trampolin springen. Diese Szenen werden auch mit Szenen unterbrochen, in denen Williams und seine Freundin einander gegenüberstehen und sich wehmütig ansehen. Am Ende des Videos ist zu sehen, wie Williams seiner Freundin einen langen Abschiedskuss gibt, dann mit Handschellen gefesselt und zu mehreren wartenden Polizeiautos der Guardia Civil geführt wird, nachdem er anhand von Hinweisen am Tatort des Raubüberfalls aufgespürt wurde. 50 Millionen Aufrufe verfasst bis heute das Video auf YouTube.

## Rezeption

### Charts und Chartplatzierungen
| ChartsChartplatzierungen     | Höchstplatzierung | Wochen |
| ---------------------------- | ----------------- | ------ |
| Deutschland (GfK)            | 7 (19 Wo.)        | 19     |
| Österreich (Ö3)              | 9 (18 Wo.)        | 18     |
| Schweiz (IFPI)               | 10 (27 Wo.)       | 27     |
| Vereinigtes Königreich (OCC) | 1 (22 Wo.)        | 22     |

| ChartsJahrescharts (2001)    | Platzierung |
| ---------------------------- | ----------- |
| Deutschland (GfK)            | 33          |
| Österreich (Ö3)              | 43          |
| Schweiz (IFPI)               | 51          |
| Vereinigtes Königreich (OCC) | 20          |

### Auszeichnungen für Musikverkäufe
| Land/Region                  | Auszeichnungen für Musikverkäufe (Land/Region, Auszeichnung, Verkäufe) | Verkäufe |
| ---------------------------- | ---------------------------------------------------------------------- | -------- |
| Belgien (BRMA)               | Gold                                                                   | 25.000   |
| Deutschland (BVMI)           | Gold                                                                   | 250.000  |
| Vereinigtes Königreich (BPI) | Gold                                                                   | 418.000  |
| Insgesamt                    | 3× Gold ·                                                              | 693.000  |

Hauptartikel: Robbie Williams/Auszeichnungen für Musikverkäufe